# Бюрман, Йелмер
Йелмер Эверт Франс Бюрман (нидерл. Yelmer Evert Frans Buurman; род. 19 февраля 1987 года, Убберген, община Берг-эн-Дал) — нидерландский автогонщик.

## Карьера

### Формула-Кёниг
Бюрман гонялся в базирующейся в Германии Формуле-Кёниг в 2002, завершив сезон на одиннадцатом месте чемпионата.

### Формула-Рено

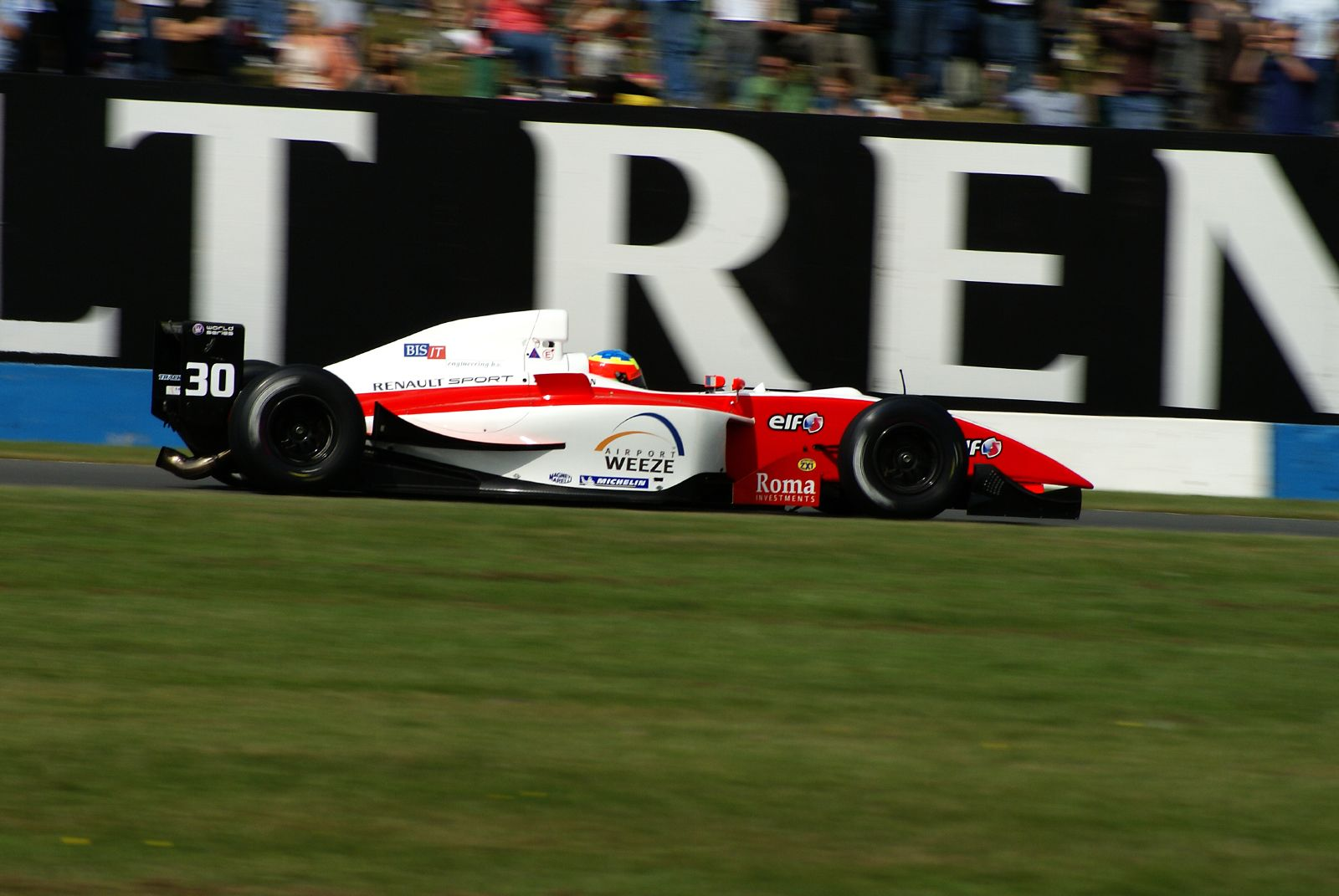
Буурман управляет болидом Fortec Motorsport на этапе в Донингтон Парке сезона 2007 Мировой серии Рено.

Бюрман сосредоточился на различных чемпионатах Формулы-Рено с 2003 по 2005, выступая в британской, нидерландской, Европейской и Американской сериях в этот период. С зимней британской серии в 2003 он начал своё четырёхлетнее сотрудничество с командой Fortec Motorsport. Наиболее успешными чемпионатами стали для него Британская Формула-Рено Зимняя серия в 2003 и нидерландском в 2004, завершив сезон в качестве бронзового призёра.
В 2007 Бюрман принял краткое участие с Fortec в Мировой серии Рено, заменив травмированного Ричарда Филиппа в четырёх гонках. Во второй уик-энд он заработал пятое и четвёртое место.

### Формула-3
Вслед за двумя гонками Британской Формулы-3 в 2005, Бюрман сосредоточился на этой серии в 2006 и 2007. В 2006 он завершил сезон на четвёртой позиции чемпионата и принял участие в четырёх гонках Евросерии Формулы-3 за Fortec. В 2007 он провёл полный сезон Евросерии с командой Manor Motorsport, заработав шестое место в чемпионате. Также он выступил в отдельных соревнованиях Формулы-3 Гран-при Макао и Формула-3 Мастерс.

### GP2

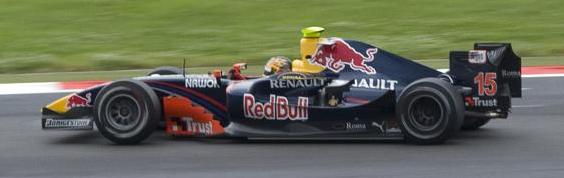
Буурман управляет болидом Arden на этапе в Маньи-Куре сезона 2008 GP2.

В 2008 Бюрман выступал в GP2 и новой серии GP2 Asia за команду Trust Team Arden вместе с Себастьеном Буэми. Первоначально он не планировал принимать участие, но заменил Адама Лэнгли-Кана, когда Пакистанский гонщик решил сфокусировать своё внимание на А1 Гран-при и образовании, покинув команду после двух этапов.
После десяти гонок в сезоне GP2, Бюрман был заменён в Arden Лукой Филиппи, который в свою очередь потерял место в команде ART Grand Prix из-за прихода Сакона Ямамото.
Бюрман подписал контракт с новой (переименованной) командой Ocean Racing Technology на остаток сезона 2008-09 GP2 Asia. Однако, на заключительном этапе его заменил Карун Чандхок, но он смог финишировать на девятнадцатой позиции в чемпионате.

### Суперлига Формула
После потери места в GP2 Бюрман перешёл в новую серию Суперлига Формула и стал пилотом команды ПСВ Эйндховен. Он завершил сезон на второй позиции в 2008. В сезоне 2009 он участвует за команду Андерлехт.

## Результаты выступлений

### Гоночная карьера
| Сезон   | Серия                                          | Команда                 | Гонки | Поул | Победы | Очки | Место |
| ------- | ---------------------------------------------- | ----------------------- | ----- | ---- | ------ | ---- | ----- |
| 2002    | Formula König                                  | Lohmann Motorsport      | 14    | 0    | 0      | 53   | 20    |
| 2003    | Еврокубок Формулы-Рено 2.0                     | Equipe Verschuur        | 4     | 0    | 0      | 6    | 22    |
| 2003    | Формула-Рено 2000 Нидерланды                   | Equipe Verschuur        | ?     | ?    | ?      | 110  | 6     |
| 2003    | Формула-Рено 2000 UK Зимняя серия              | Fortec Motorsport       | 4     | 1    | 1      | 49   | 3     |
| 2004    | Еврокубок Формулы-Рено 2.0                     | AR Motorsport           | 15    | 0    | 0      | 4    | 30    |
| 2004    | Формула-Рено 2000 Нидерланды                   | AR Motorsport           | ?     | ?    | ?      | 174  | 3     |
| 2004    | Формула-Рено 2.0 UK                            | Fortec Motorsport       | 2     | 0    | 0      | 8    | 37    |
| 2004    | Формула-Рено 2000 UK Зимняя серия              | Fortec Motorsport       | 4     | 0    | 0      | 71   | 5     |
| 2004    | Formula TR 2000 Pro Series Winter Invitational | ?                       | 5     | 0    | 0      | 82   | 6     |
| 2005    | Формула-Рено 2.0 UK                            | Fortec Motorsport       | 20    | 1    | 3      | 359  | 4     |
| 2005    | Британская Формула-3                           | Fortec Motorsport       | 2     | 0    | 0      | 0    | НКЛ   |
| 2005    | Формула-Рено 2000 Нидерланды                   | Fortec Motorsport       | 2     | 0    | 0      | 11   | 26    |
| 2006    | Британская Формула-3                           | Fortec Motorsport       | 22    | 0    | 2      | 186  | 4     |
| 2006    | Евросерия Формулы-3                            | Fortec Motorsport       | 4     | 0    | 0      | 1    | 17    |
| 2006    | Гран-при Макао                                 | Fortec Motorsport       | 1     | 0    | 0      | Н/Д  | 8     |
| 2006    | Формула-3 Мастерс                              | Fortec Motorsport       | 1     | 0    | 0      | Н/Д  | 19    |
| 2007    | Евросерия Формулы-3                            | Manor Motorsport        | 20    | 0    | 0      | 40   | 6     |
| 2007    | Мировая серия Рено                             | Fortec Motorsport       | 4     | 0    | 0      | 15   | 20    |
| 2007    | Гран-при Макао                                 | Manor Motorsport        | 1     | 0    | 0      | Н/Д  | НКЛ   |
| 2007    | Формула-3 Мастерс                              | Manor Motorsport        | 1     | 0    | 0      | Н/Д  | 7     |
| 2008    | GP2                                            | Trust Team Arden        | 10    | 0    | 0      | 5    | 20    |
| 2008    | GP2 Asia                                       | Trust Team Arden        | 6     | 0    | 0      | 13   | 9     |
| 2008    | Суперлига Формула                              | ПСВ Эйндховен           | 12    | 0    | 1      | 337  | 2     |
| 2008-09 | GP2 Asia                                       | Ocean Racing Technology | 6     | 0    | 0      | 4    | 19    |
| 2009    | Суперлига Формула                              | Андерлехт               | 14    | 0    | 2      | 305  | 4     |
| 2009-10 | GP2 Asia                                       | Ocean Racing Technology | 4     | 0    | 0      | 0    | 21    |
| 2010    | Суперлига Формула                              | A.C. Milan              | 31    | 1    | 5      | 631  | 5     |
| 2011    | Суперлига Формула                              | PSV Eindhoven           | 6     | 1    | 0      | 130  | 4     |

### Результаты выступлений в серии GP2
| Легенда к таблице |                                                                    |
| --- | ------------------------------------------------------------------ |
| В таблице перечислены результаты всех гонок, в которых принимал участие гонщик. Строками таблицы являются сезоны, столбцами — этапы соревнований. В каждой клетке указаны сокращённое название этапа и результат, дополнительно обозначенный цветом. Расшифровка обозначений и цветов представлена в нижеследующей таблице. |                                                                    |
| \| Пример \| Описание \| \| ------------ \| ------------------------------------------------------------------ \| \| 1 \| Победитель \| \| 2 \| Второе место \| \| 3 \| Третье место \| \| 5 \| Финишировал, заработав очки \| \| Сход \| Не финишировал, но при этом заработал очки \| \| 12 \| Финишировал, не получив очков \| \| НКЛ \| Финишировал, но не попал в финальную классификацию \| \| 15 \| Участвовал вне зачёта, либо по отдельной классификации \| \| 18 \| Не финишировал, но попал в финальную классификацию \| \| Сход \| Не финишировал \| \| НКВ \| Не прошёл квалификацию \| \| НПКВ \| Не прошёл предквалификацию \| \| ДСК \| Дисквалифицирован \| \| ИСК \| Исключён из протокола соревнований \| \| ТТ \| Заявлен для участия только в тренировках \| \| НС \| Участвовал в квалификации, но не стартовал в гонке \| \| Т \| Травмирован или болен \| \| ОТК \| Отказ от участия \| \| НТР \| Прибыл на соревнования, но на трассу не выезжал \| \| НПР \| Был заявлен в числе участников, но не прибыл к началу соревнований \| \| О \| Соревнования отменены \| \| \| Не участвовал \| \| Поул-позиция \| \| \| Быстрый круг \| \| |                                                                    |
| Пример | Описание                                                           |
| 1 | Победитель                                                         |
| 2 | Второе место                                                       |
| 3 | Третье место                                                       |
| 5 | Финишировал, заработав очки                                        |
| Сход | Не финишировал, но при этом заработал очки                         |
| 12 | Финишировал, не получив очков                                      |
| НКЛ | Финишировал, но не попал в финальную классификацию                 |
| 15 | Участвовал вне зачёта, либо по отдельной классификации             |
| 18 | Не финишировал, но попал в финальную классификацию                 |
| Сход | Не финишировал                                                     |
| НКВ | Не прошёл квалификацию                                             |
| НПКВ | Не прошёл предквалификацию                                         |
| ДСК | Дисквалифицирован                                                  |
| ИСК | Исключён из протокола соревнований                                 |
| ТТ | Заявлен для участия только в тренировках                           |
| НС | Участвовал в квалификации, но не стартовал в гонке                 |
| Т | Травмирован или болен                                              |
| ОТК | Отказ от участия                                                   |
| НТР | Прибыл на соревнования, но на трассу не выезжал                    |
| НПР | Был заявлен в числе участников, но не прибыл к началу соревнований |
| О | Соревнования отменены                                              |
| | Не участвовал                                                      |
| Поул-позиция |                                                                    |
| Быстрый круг |                                                                    |

| Год  | Команда          | 1          | 2        | 3        | 4          | 5        | 6       | 7        | 8     | 9        | 10       | 11    | 12    | 13    | 14    | 15    | 16    | 17    | 18    | 19    | 20    | ЛЗ | Очки |
| ---- | ---------------- | ---------- | -------- | -------- | ---------- | -------- | ------- | -------- | ----- | -------- | -------- | ----- | ----- | ----- | ----- | ----- | ----- | ----- | ----- | ----- | ----- | -- | ---- |
| 2008 | Trust Team Arden | ИСП 1 Сход | ИСП 2 10 | ТУЦ 1 14 | ТУЦ 2 Сход | МОН 1 12 | МОН 2 8 | ФРА 1 12 | ФРА 2 | ВЕЛ 1 15 | ВЕЛ 2 10 | ГЕР 1 | ГЕР 2 | ВЕН 1 | ВЕН 2 | ЕВР 1 | ЕВР 2 | БЕЛ 1 | БЕЛ 2 | ИТА 1 | ИТА 2 | 20 | 5    |

#### Результаты выступлений в GP2 Asia
| Легенда к таблице |                                                                    |
| --- | ------------------------------------------------------------------ |
| В таблице перечислены результаты всех гонок, в которых принимал участие гонщик. Строками таблицы являются сезоны, столбцами — этапы соревнований. В каждой клетке указаны сокращённое название этапа и результат, дополнительно обозначенный цветом. Расшифровка обозначений и цветов представлена в нижеследующей таблице. |                                                                    |
| \| Пример \| Описание \| \| ------------ \| ------------------------------------------------------------------ \| \| 1 \| Победитель \| \| 2 \| Второе место \| \| 3 \| Третье место \| \| 5 \| Финишировал, заработав очки \| \| Сход \| Не финишировал, но при этом заработал очки \| \| 12 \| Финишировал, не получив очков \| \| НКЛ \| Финишировал, но не попал в финальную классификацию \| \| 15 \| Участвовал вне зачёта, либо по отдельной классификации \| \| 18 \| Не финишировал, но попал в финальную классификацию \| \| Сход \| Не финишировал \| \| НКВ \| Не прошёл квалификацию \| \| НПКВ \| Не прошёл предквалификацию \| \| ДСК \| Дисквалифицирован \| \| ИСК \| Исключён из протокола соревнований \| \| ТТ \| Заявлен для участия только в тренировках \| \| НС \| Участвовал в квалификации, но не стартовал в гонке \| \| Т \| Травмирован или болен \| \| ОТК \| Отказ от участия \| \| НТР \| Прибыл на соревнования, но на трассу не выезжал \| \| НПР \| Был заявлен в числе участников, но не прибыл к началу соревнований \| \| О \| Соревнования отменены \| \| \| Не участвовал \| \| Поул-позиция \| \| \| Быстрый круг \| \| |                                                                    |
| Пример | Описание                                                           |
| 1 | Победитель                                                         |
| 2 | Второе место                                                       |
| 3 | Третье место                                                       |
| 5 | Финишировал, заработав очки                                        |
| Сход | Не финишировал, но при этом заработал очки                         |
| 12 | Финишировал, не получив очков                                      |
| НКЛ | Финишировал, но не попал в финальную классификацию                 |
| 15 | Участвовал вне зачёта, либо по отдельной классификации             |
| 18 | Не финишировал, но попал в финальную классификацию                 |
| Сход | Не финишировал                                                     |
| НКВ | Не прошёл квалификацию                                             |
| НПКВ | Не прошёл предквалификацию                                         |
| ДСК | Дисквалифицирован                                                  |
| ИСК | Исключён из протокола соревнований                                 |
| ТТ | Заявлен для участия только в тренировках                           |
| НС | Участвовал в квалификации, но не стартовал в гонке                 |
| Т | Травмирован или болен                                              |
| ОТК | Отказ от участия                                                   |
| НТР | Прибыл на соревнования, но на трассу не выезжал                    |
| НПР | Был заявлен в числе участников, но не прибыл к началу соревнований |
| О | Соревнования отменены                                              |
| | Не участвовал                                                      |
| Поул-позиция |                                                                    |
| Быстрый круг |                                                                    |

| Год     | Команда                 | 1     | 2     | 3          | 4       | 5          | 6        | 7          | 8        | 9       | 10       | 11    | 12    | Место | Очки |
| ------- | ----------------------- | ----- | ----- | ---------- | ------- | ---------- | -------- | ---------- | -------- | ------- | -------- | ----- | ----- | ----- | ---- |
| 2008    | Trust Team Arden        | ОАЭ 1 | ОАЭ 2 | ИНЗ 1      | ИНЗ 2   | МАЗ 1 6    | МАЗ 2 5  | БАХ 1 9    | БАХ 2 8  | ОАЭ 1 3 | ОАЭ 2 5  |       |       | 9     | 13   |
| 2008-09 | Ocean Racing Technology | КИТ 1 | КИТ 2 | ОАЭ 1 Сход | ОАЭ 2 О | БАХ 1 Сход | БАХ 2 13 | КАТ 1 Сход | КАТ 2 НС | МАЗ 1 5 | МАЗ 2 11 | БАХ 1 | БАХ 2 | 19    | 4    |